# E.S.T. Live in Hamburg
E.S.T. Live in Hamburg è un album live degli E.S.T., pubblicato nel 2007 dalla ACT. Contiene 2 CD e la maggior parte dei brani sono tratti dall'album Tuesday Wonderland pubblicato nel 2006 (ovvero l'anno prima); infatti non è altro che la registrazione del concerto tenutosi nell'autunno 2006 ad Amburgo in Germania durante il cosiddetto Tuesday Wonderland Tour.

## Brani

### Brani disco 1
1. "Tuesday Wonderland" - 13:14
2. "The Rube Thing" - 14:25
3. "Where We Used to Live"  - 8:34
4. "Eighthundred Streets by Feet" - 9:37
5. "Definition of a Dog" - 18:34

### Brani disco 2
1. "The Goldhearted Miner" - 7:04
2. "Dolores in a Shoestand" - 17:41
3. "Sipping on the Solid Ground" - 7:59
4. "Goldwrap" - 6:15
5. "Behind the Yashmak" - 15:34

## Formazione
- Esbjörn Svensson - pianoforte
- Dan Berglund - contrabbasso
- Magnus Öström - batteria